# Isaac Ganón
Isaac Ganón (* 30. August 1916 in Concordia; † 10. September 1975 in Montevideo) war ein uruguayischer Soziologe und gilt insbesondere als Begründer der soziologischen Forschung in Uruguay.

## Leben
Ganón war etwa dreißig Jahre als Professor an der Sozial- und Rechtswissenschaftlichen Fakultät in Montevideo tätig. Daneben war er Vorstand des soziologischen Instituts, Präsident der Association uruguayenne de sciences sociales und von 1959 bis 1969 Vorsitzender der Asociación Latinoamericana de Sociología.
Ganóns Arbeit wurde stark von Pitirim Sorokin beeinflusst. Er hat Arbeiten zu den unterschiedlichsten Aspekten des Lebens in Uruguay abgefasst.
Es gibt einen Platz in Montevideo, der nach Dr. Isaac Ganón benannt ist.